# The Tsunami and the Cherry Blossom
The Tsunami and the Cherry Blossom ist ein Dokumentar-Kurzfilm von Lucy Walker aus dem Jahr 2011. Er behandelt die Überlebenden des Tōhoku-Erdbebens 2011 und das traditionelle Kirschblütenfest kurz nach der Katastrophe.
Die Premiere des Films fand am 12. September 2011 auf dem Toronto International Film Festival statt. Auf dem Sundance Film Festival 2012 gewann er drei Preise: den „Short Filmmaking Award“, den „Special Jury Prize“ und den „Women in Film National Geographic All Roads Award“. Nachdem die Regisseurin Lucy Walker schon 2011 mit ihrem Dokumentarfilm Waste Land für einen Oscar nominiert wurde, erfolgte am 24. Januar 2012 eine Nominierung von The Tsunami and the Cherry Blossom für einen Oscar 2012 in der Kategorie Bester Dokumentar-Kurzfilm.

## Handlung
Einige Wochen nach dem Erdbeben und dem darauf folgenden Tsunami reist Lucy Walker in den Norden Japans, um die Geschichten der Menschen in den am stärksten betroffenen Gebieten zu erzählen. Während des Aufräumens der Schäden und des Beginns des Wiederaufbaus beginnen die Kirschblüten zu blühen, ein Ereignis, das in Japan gefeiert wird und Symbol der Hoffnung ist.

## Hintergrund
Die Reise nach Japan war ursprünglich zur Promotion von Walkers Film Countdown to Zero gedacht, der die wachsende Bedrohung durch Nuklearwaffen behandelt. Die Reise war für März angesetzt und Walker, die von der Kirschblütensaison fasziniert war, entschied sich in Japan einen Kurzfilm darüber zu drehen. Während des Erdbebens war sie in der letzten Phase der Planung. Walker entschied sich aufgrund der Nuklearkatastrophe von Fukushima für eine Verschiebung der Veröffentlichung von Countdown To Zero in Japan, wollte den Kurzfilm aber trotzdem drehen. Dazu stellte sie eine kleine Crew zusammen, die aus ihr, dem Kameramann und einem Übersetzer bestand.